# シナノユキマス
シナノユキマス（信濃雪鱒、学名:Coregonus maraena）は、ポーランド原産のサケ科コレゴヌス属（シロマス属）に分類される魚類。コレゴヌス属のタイプ種 ホワイトフィッシュ C. lavaretus の近縁種である。「輸入される外国産魚類の標準和名について（第19版）」によれば、Coregonus lavaretus maraenoidesがシナノユキマスとされる。
ロシア語名で「マレーナ」。ただし、「シナノユキマス」は長野県産の流通名でもあり、同属のペレッド（アイヅユキマス）（Coregonus peled）も、そう呼ばれていた。他県での流通名は、キタノユキマス（北海道）、白鱒（秋田県）、会津ユキマス（福島県）、ヒメノウオ（愛媛県）など。

## 概要
サケ科の魚にしては、鱗が大きく、鱗が取れやすい。一尾の卵数は1万5000粒程度、卵の直径は2mmとワカサギと同じ程度の大きさで粘着性は弱い。11月から12月頃に産卵し産卵から約3ヶ月で孵化する。孵化適水温は6℃以下。1年で80-100g、2年目150-490g、3年目450-800g（全長約40cm）に成長し、2から3年で成熟し産卵可能な状態となる。孵化直後から餌が必要で、2週間絶食が続くと以後の餌が十分に与えられずに成長しても斃死する。

## 分布・生態
湖沼性の魚で、22-23℃以下の低水温を好む。体側から腹部は全体に銀白色、頭部から背部にかけて青みを帯びた暗灰色。天然魚の分布は、東部ヨーロッパ、シベリア、北アメリカ等の北緯50度近辺及びそれ以北の地帯。汽水域でも生息可能でボスニア湾、バルト海、フィンランド湾にも分布する。餌はミジンコ等の動物性プランクトン、成長すると底生動物や小魚。

## 人間との関わり

### 養殖
受精卵は孵化するまでの期間、一升瓶の底同士を繋げたような形状の容器（ビン型ふ化器）で育成されるが、育成期間中は随時死んだ卵を除去する必要がある。孵化浮上後は、直ちに餌となるプランクトンに富んだ養殖池に移される。養殖時の餌はワムシ類、アルテミア幼生のほか専用の人工飼料が使用される。
- 1926年（昭和元年）：北米産の近縁種が琵琶湖に移植された[3]が増殖に失敗した。
- 1969年（昭和44年）：青森県がソ連（当時）から近縁種オームリの卵を入手し養殖を試みた[4]が失敗した。
- 1975年（昭和50年）：長野県水産試験場佐久支場が当時のチェコスロバキアから初めにペレッドの卵20万粒、以降1980年までに7回、ペレッドとマレーナ合わせて220万粒の卵を導入し、世界で初めて事業規模での完全養殖技術を開発した。
- 1978年（昭和53年）：280万粒の採卵が行える規模になったが、当初の発眼率は 1%程度で数年後には25%程度まで向上した。数年間の試行錯誤の結果、ビン型ふ化器の開発と育成条件の洗い出しにより事業規模での養殖の見込みが出来た。
- 1983年（昭和58年）：当時の県知事により「シナノユキマス（信濃雪鱒）」と命名され、養殖業者向けの種苗稚魚の出荷が開始された。この年から、全国各地の水産試験場などにペレッドの稚魚および発眼卵が養殖技術と共に送られた。
- 2000年（平成12年）：ふ化管理のしやすいマレーナを主体とする採卵に移行。

### 遊漁（釣り）
- 1984年から1985年には女神湖でワカサギへの影響を知る事を目的として、ユキマス放流試験が行われた。
- 1987年(昭和62年)には漁業権が設定されて長野県内の立岩湖、柳久保池、青木湖、松原湖、白樺湖などに放流され増殖放流種苗として利用されるようになった[5]。結氷した立岩湖や加和志湖ではに穴釣りが行われる[6]。

### 料理
肉質が白身で淡泊な味が特徴とされており、淡水魚特有の生臭さがない。適度に脂がのり、小骨も少ないことから刺身やから揚げ、フライなどに利用しやすい。消費者向けの流通においては、生食用は食味の低下が早いため鮮度保持が極めて難しい事が普及の妨げとなっている。なお、JR中央本線・小海線小淵沢駅では、駅弁として「信濃雪鱒の押し寿司」（丸政）が販売されている。
刺身、焼き魚、燻製、卵（ゴールデンキャビア）

## 参考画像

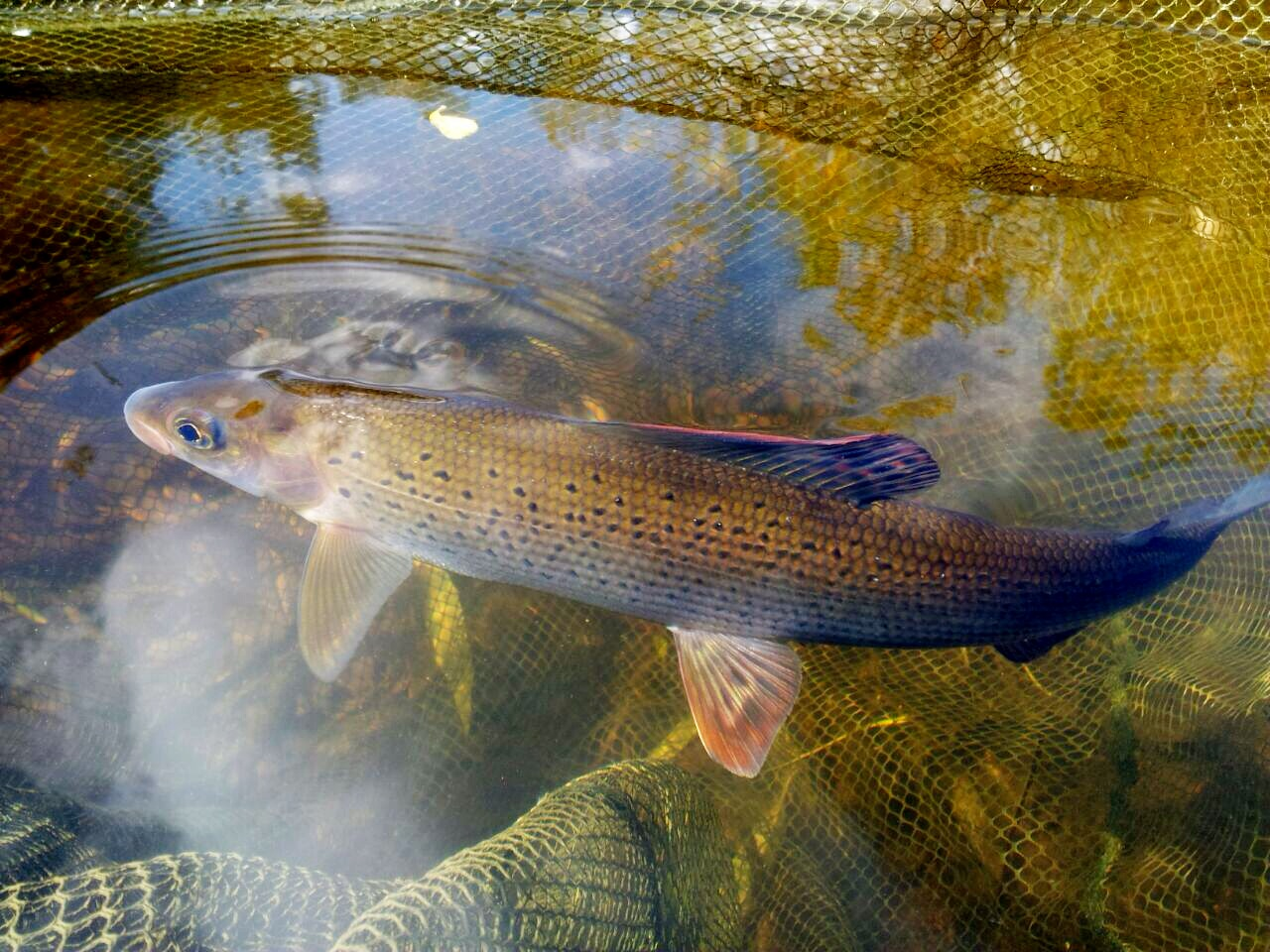
外見の似るホンカワヒメマス( Grayling ) （バルト海周辺に生息）
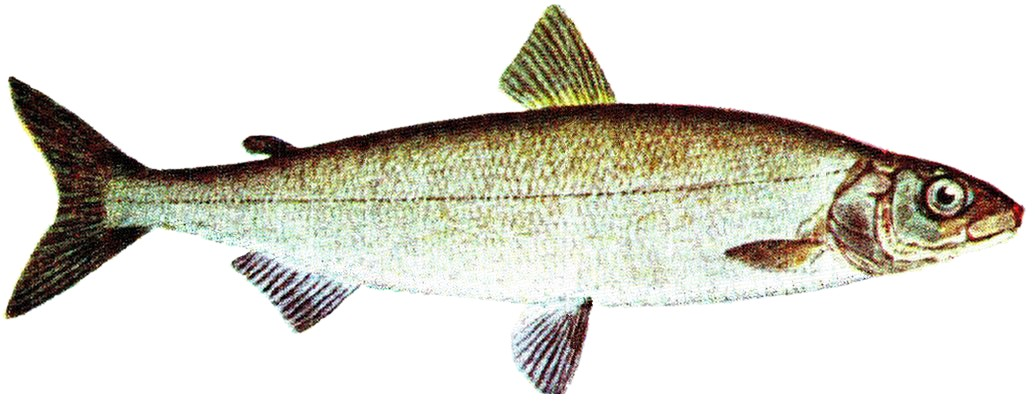
ホワイトフィッシュ / Common whitefish / European whitefish (Coregonus lavaretus)
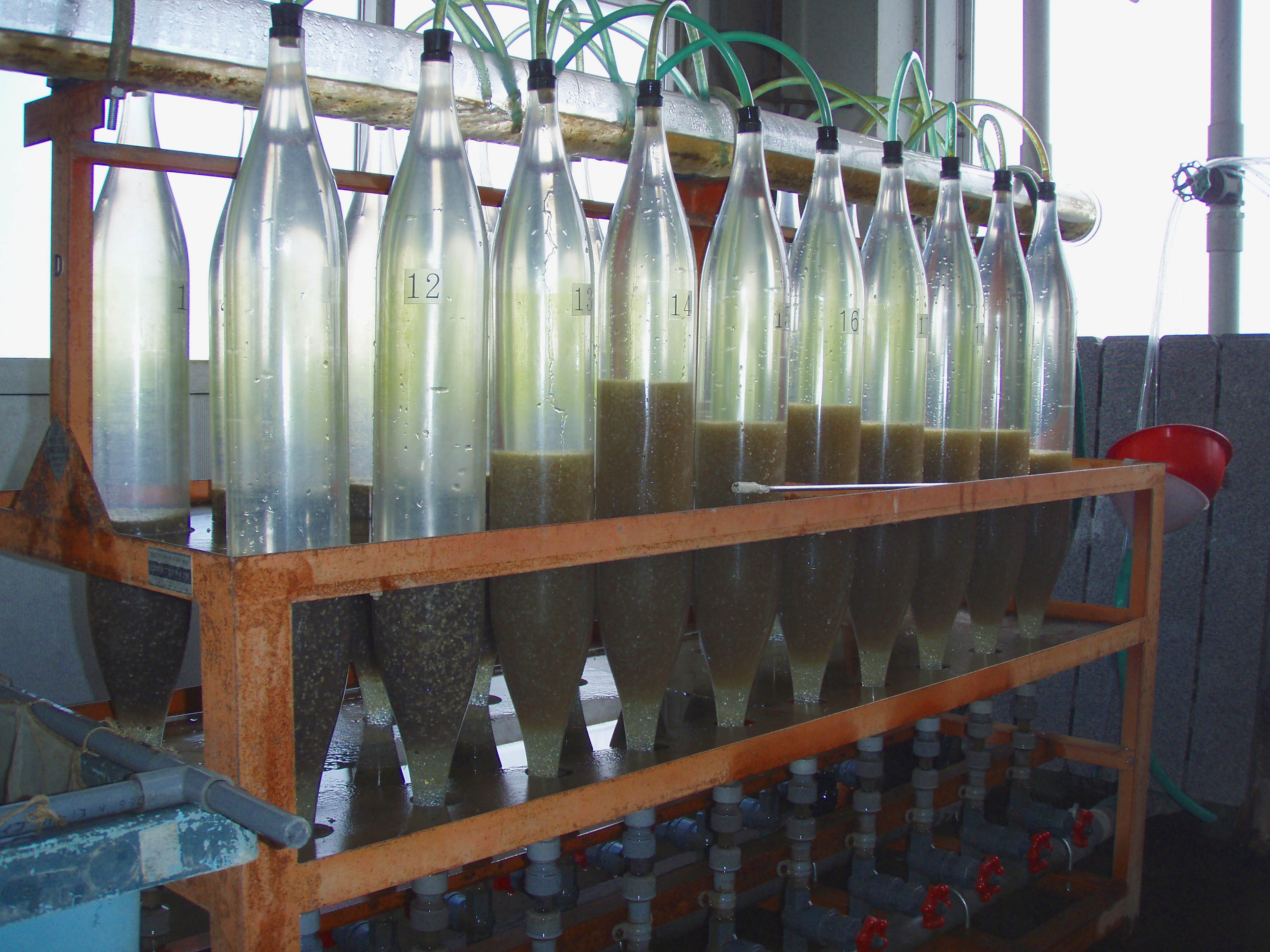
シナノユキマス孵化用容器
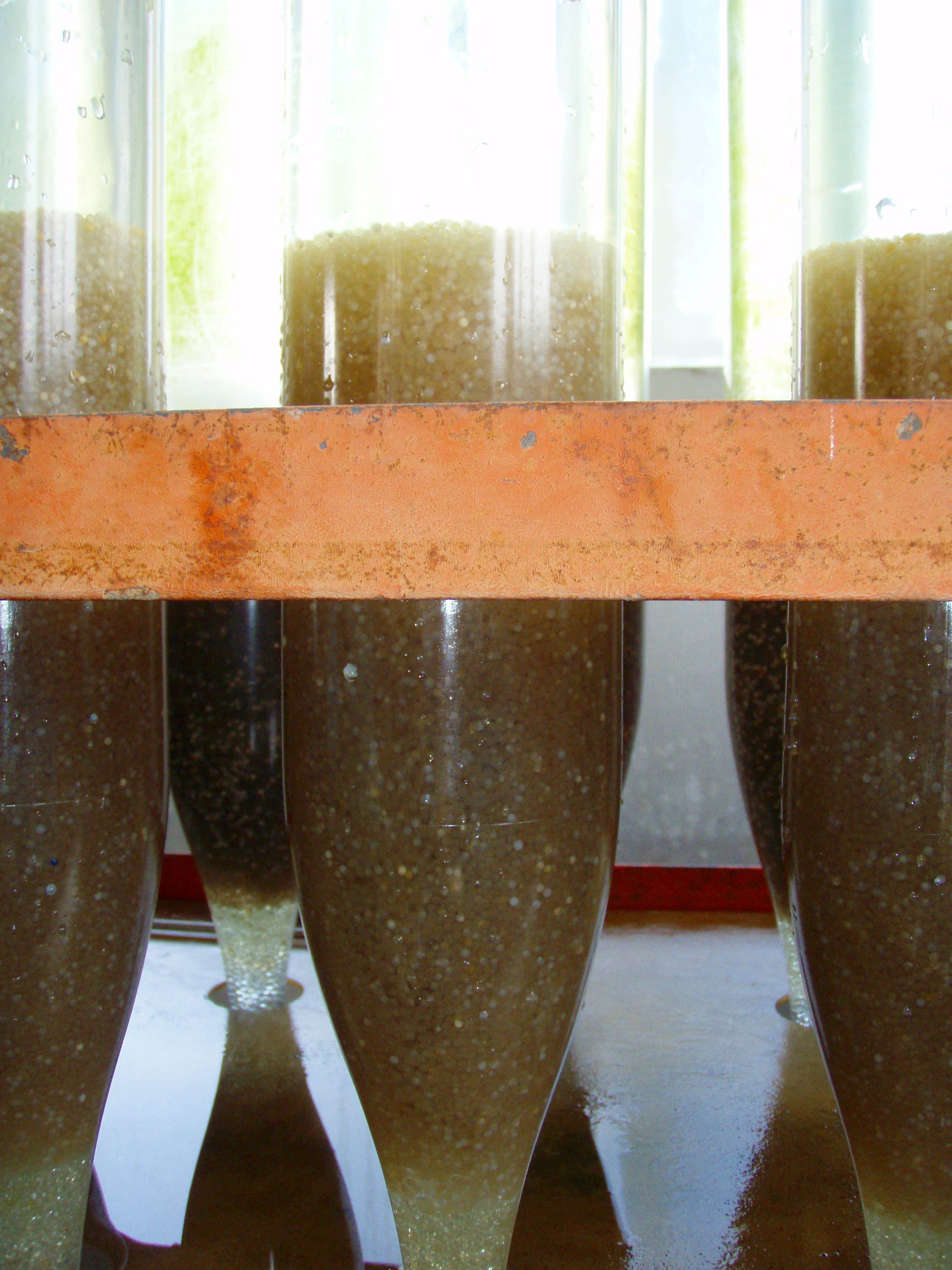
孵化用容器
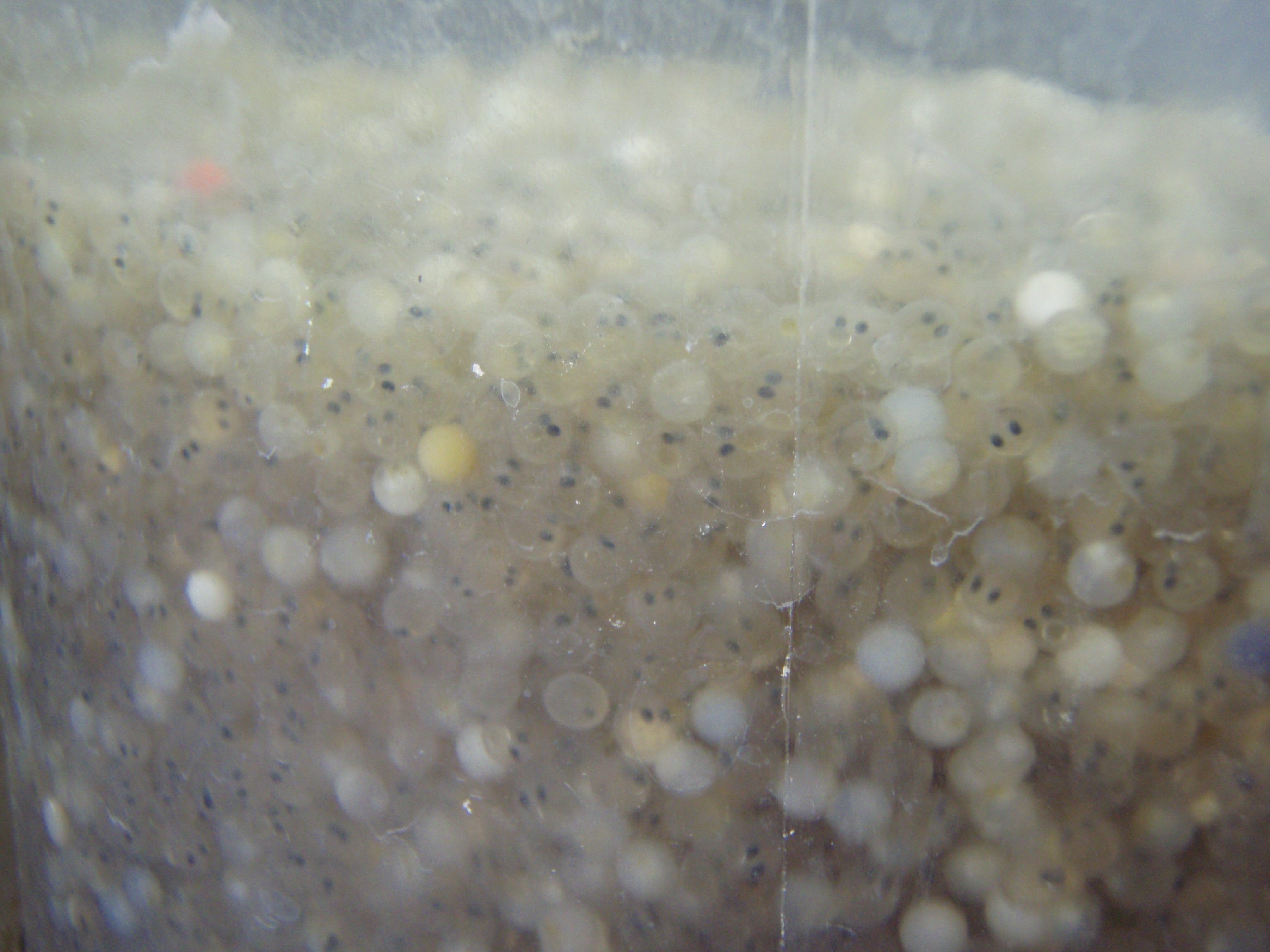
孵化容器中の受精卵